# San Marco Evangelista
 San Marco Evangelista  község (comune) Olaszország Campania régiójában, Caserta megyében.

## Fekvése
A megye délkeleti részén fekszik, Nápolytól 25  km-re északkeletre, Caserta városától 4 km-re déli irányban. Határai: Capodrise, Caserta, Maddaloni, Marcianise és San Nicola la Strada.

## Története
Massarie di San Marco néven a 18. században alapították. A 19. században nyerte el önállóságát, amikor a Nápolyi Királyságban felszámolták a feudalizmust. 1927-től Caserta része lett, önállóságát csak 1975-ben nyerte vissza.

## Népessége
A népesség számának alakulása:

## Főbb látnivalói
- Santa Maria delle Grazie-templom
- Santa Croce-kápolna